# آلفا کاتنین
آلفا-کاتنین (انگلیسی: Alpha-catenin) نام یک پروتئین است که کارش برقراری پیوند بین کادهرین‌ها ریزرشته‌های حاوی اکتین در اسکلت سلولی است. پروتئین‌های حاوی اکتین همچون «وینکولین» و «آلفا-اکتنین» قادر به اتصال به آلفا-کاتنین هستند. البته به‌نظر می‌رسد که آلفا-کاتنین قادر نیست به‌طور همزمان، پیوند محکمی با ریزرشته‌های حاوی اکتین و کمپلکس بتا-کاتنین-CDH1 ایجاد کند.
توالی آمینواسیدی آلفا-کاتنین با وینکولین تشابه زیادی دارد.